# Vraca
Vraca (bolgarsko Враца) je glavno mesto istoimenske oblasti v severozahodni Bolgariji.
Leta 2011 je mesto imelo 60.692 prebivalcev.